# Vaandeldrager (leger)

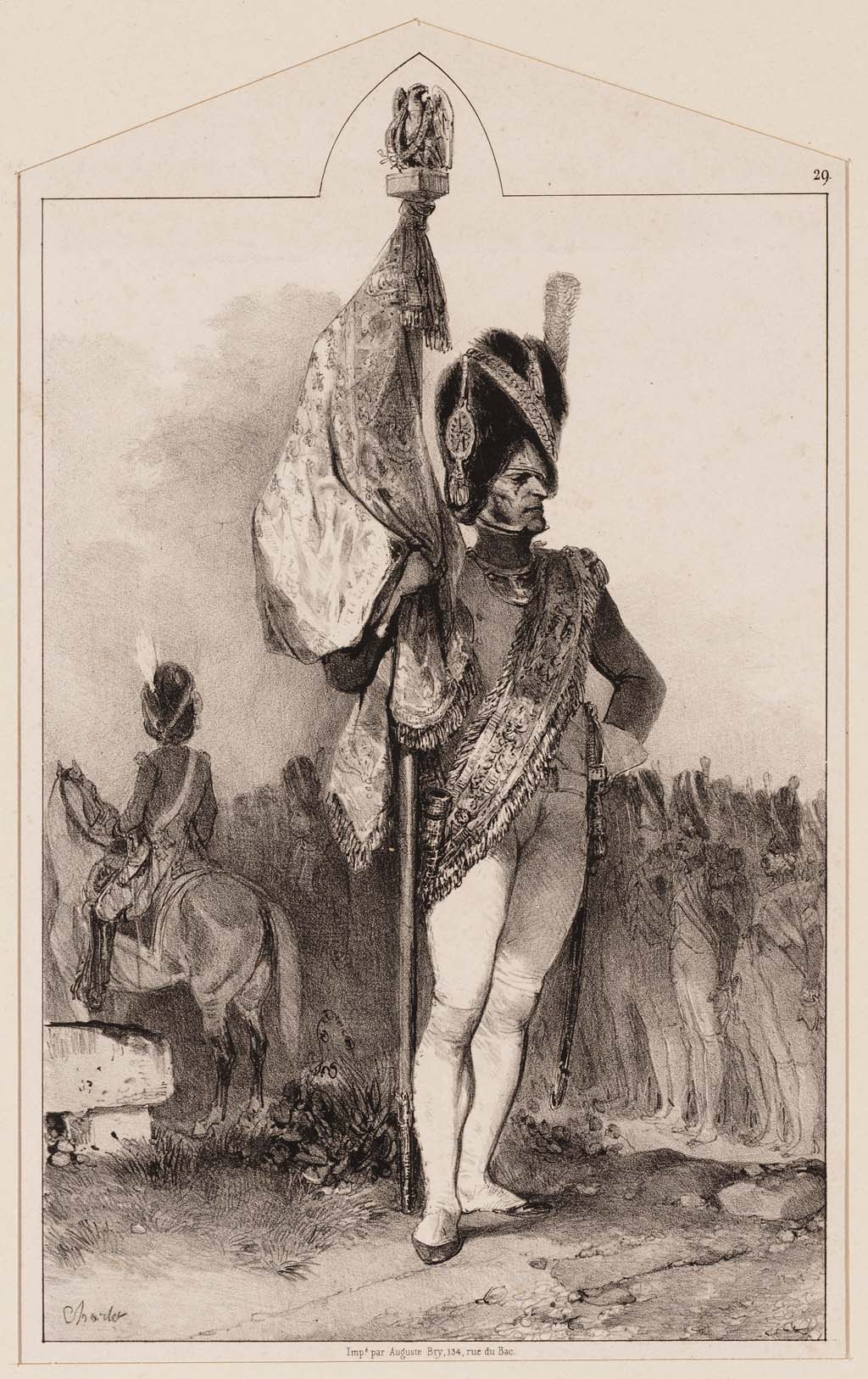
Vaandeldrager

Vaandeldragers zijn mensen die in een leger het vaandel dragen. Het begrip vaandrig is ervan afgeleid.

## Feodaliteit
In Engeland en de Nederlanden bestond er in de Middeleeuwen en Vroegmoderne Tijd de baanderheer of banierheer, in Engeland en Frankrijk bekend als banneret, in Duitsland als Bannerherr. Het gaat hier om de functie van een feodale heer die de verplichting had met een klein eigen leger van ridders en boeren deel te nemen aan veldslagen van zijn vorst. Daarbij voerde men het eigen wapen als banier. Hier ging het niet om de taak of functie het vaandel te dragen. 

## Romeinse Rijk
In het Romeinse leger waren vaandeldragers (vexillarii)  mensen die speciale vaandels (vexilla) droegen. Deze bestonden voor detachementen, die los van het legioen dienstdeden. Toen elk legioen over driehonderd ruiters beschikte, bezat elk van de tien turmae een vexillum.

## Zwitserland
In de Zwitserse kantons Uri, Ob- en Nidwalden, Glarus en Appenzell Ausserrhoden en Appenzell Innerrhoden was een vaandeldrager (Bannerherr, Pannerherr) een lid van de kantonsregering. Een Banner- of Pannerherr was een plaatsvervangend regeringsleider. Het ambt verdween aan het einde van de negentiende eeuw.